# 孫騰
孫 騰（そん とう、481年 - 548年）は、北魏末から東魏にかけての政治家・軍人。字は龍雀。本貫は咸陽郡石安県。

## 経歴
孫機の子として生まれた。はじめ懐朔鎮戸曹史となり、高歓と友情を結んだ。正光年間、六鎮の乱が起こると、孫騰は秀容郡に逃れた。建義元年（528年）、爾朱栄に従って洛陽に入り、冗従僕射となった。まもなく高歓の下で都督府長史となり、高歓の邢杲に対する征討に従った。軍が斉城に至ったとき、撫冥鎮の軍人が乱を起こしたことを察知して、孫騰は高歓に報告した。孫騰の情報により高歓が備えたため、これを破ることができた。永安3年（530年）、高歓が晋州に赴任すると、孫騰はその下で長史となり、後将軍の号を加えられ、石安県伯に封ぜられた。高歓が晋陽から滏口に出て、軍が襄垣に至ると、爾朱兆が兵を率いて追ってきた。高歓と爾朱兆は水湄で宴会し、義兄弟の誓いをして、おのおの本営に帰った。翌朝、爾朱兆が高歓を招いたので、高歓は赴こうとして乗馬したが、孫騰が衣の袖を引いてこれを止めた。このため爾朱兆は川を隔てて罵り、晋陽に戻った。
普泰元年（531年）、高歓が信都で反爾朱氏の起兵を行うと、孫騰は計画に参与した。孫騰は元朗を擁立するよう勧め、高歓はこれに従った。孫騰は侍中となり、まもなく使持節・六州流民大都督・北道大行台の位を加えられた。高歓が鄴に進軍すると、孫騰に信都の留守をまもらせた。532年（中興2年）、鄴が平定されると、孫騰は相州刺史となり、咸陽郡公にされた。侍中・車騎大将軍・尚書左僕射となり、驃騎大将軍・儀同三司の位を受けた。ときに北魏の京兆王元愉の娘の平原公主がやもめ暮らしをしており、孫騰は公主を妻としたいと願ったが、公主は許さなかった。封隆之に妻がなく、公主が封隆之に嫁ごうとしたので、孫騰と封隆之の間は険悪になった。高歓はこのため孫騰を内官から外し、外任にしようとしたが、まもなく復帰させた。
孫騰は門下に入って斛斯椿とともに国政の機密を掌握した。永熙3年（534年）、斛斯椿は孝武帝と謀って反高歓の策謀を巡らせたので、孫騰は身の危険を感じて晋陽に走った。高歓が斛斯椿を討つと、孫騰は行并州事として留守をまもり、また冀相殷定滄瀛幽安八州行台僕射・行冀州事となり、さらに行相州事を務めた。
東魏が建てられると尚書左僕射となり、司空・尚書令を兼ねた。西魏が南兗州に侵攻すると、孫騰は南道行台となり、諸将を率いてこれを討った。孫騰は敗れて帰還した。興和元年（539年）1月、司徒となった。かつて六鎮の乱のときに、孫騰はひとり娘を失い、高位に上ってからというもの遠く訪ね探させたが見つからず、いずこかの婢となったかと考えていた。孫騰が司徒となり、奴婢の良民になろうと訴える者がいると、虚実を調べずにみなこれを解放し、千人を解放して、その娘をえようと願をかけた。高歓がこのことを知ると、激怒してその司徒の職を解いた。武定2年（544年）3月、孫騰は太保に転じた。10月、括戸大使として青州に派遣され、浮戸や逃戸を調査して戸籍に編入した。武定3年（545年）12月、録尚書事となった。かつて博陵の崔孝芬が貧家の子の賈氏を養女としていたが、崔孝芬が死ぬと、その妻の元氏が鄭伯猷に再嫁したので、賈氏も鄭氏を頼った。賈氏は容姿にすぐれていたので、孫騰は賈氏を妾としてめとった。正妻の袁氏が死ぬと、孫騰は賈氏に子があったことから、正妻として立て、丹陽郡君とした。このことは礼にそむくものとして非難された。
孫騰は早くから高歓に帰順して艱難をともにし、力をつくしたので、高歓に信任された。しかし東魏の高官に上って功績におごり、賄賂を求め、小人物たちとなれあい、収奪をもっぱらにした。鄴にあって、高岳・高隆之・司馬子如とともに四貴と号し、法を破ってほしいままにふるまい、高歓にしばしば譴責されたが、改悛しようとしなかった。武定5年（547年）5月、太傅に転じた。武定6年（548年）4月、68歳で死去した。使持節・都督冀定等五州諸軍事・冀州刺史・太師・開府・録尚書事の位を追贈され、諡を文といった。
子の孫鳳珍が後を嗣いだ。

## 伝記資料
- 『北斉書』巻18 列伝第10
- 『北史』巻54 列伝第42